# FC 스파르타크 트르나바

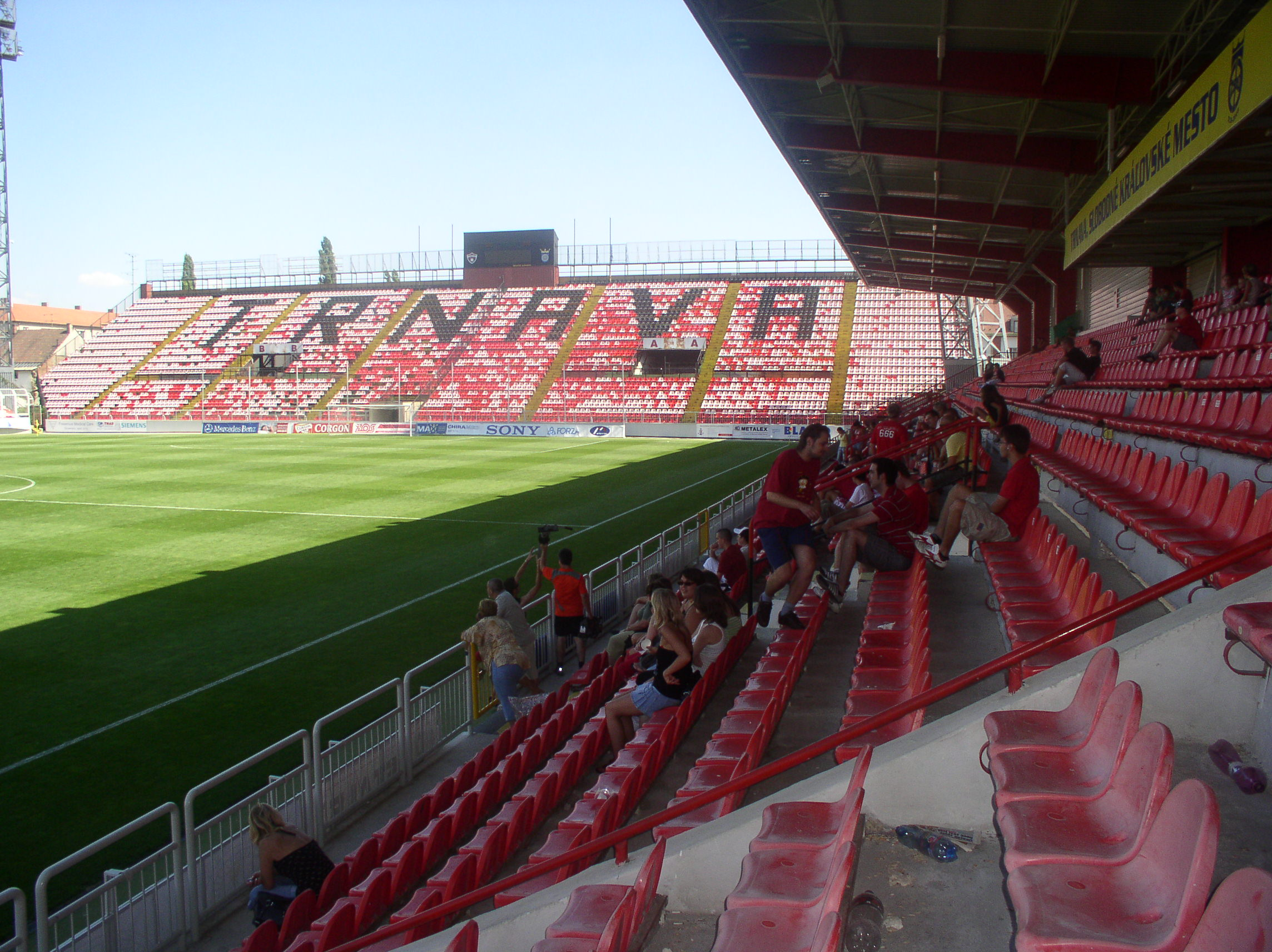

FC 스파르타크 트르나바(FC Spartak Trnava)는 트르나바를 연고로 하는 슬로바키아의 축구 클럽이다. 현재는 슬로바키아 수페르리가에 참가하고 있다. 체코슬로바키아 1부 리그에서 5번, 체코슬로바키아 컵에서 5번 우승했으며 유러피언컵에서 준결승 진출 1회, 8강 진출 2회의 성적을 기록했다. ŠK 슬로반 브라티슬라바와 라이벌 관계에 있다.

## 클럽 명칭 역사
- 1923–1939: ŠK 라피드 트르나바 (ŠK Rapid Trnava)
- 1939–1948: TSS 트르나바 (TSS Trnava)
- 1948–1949: 소콜 NV 트르나바 (Sokol NV Trnava)
- 1949–1953: ZTJ 코보스말트 트르나바 (ZTJ Kovosmalt Trnava)
- 1953–1967: 스파르타크 트르나바 (Spartak Trnava)
- 1967–1988: 스파르타크 TAZ 트르나바 (Spartak TAZ Trnava)
- 1988–1993: 스파르타크 ZTS 트르나바 (Spartak ZTS Trnava)
- 1993-현재: FC 스파르타크 트르나바 (FC Spartak Trnava)

## 주요 경력 (체코슬로바키아 시대 포함)

### 슬로바키아 국내 대회 (체코슬로바키아 시대 포함)
- 체코슬로바키아 1부 리그 (1945–1993): 우승 5회 (1968, 1969, 1971, 1972, 1973)
- 체코슬로바키아 컵: 우승 5회 (1951, 1967, 1971, 1975, 1986)
- 슬로바키아 컵: 우승 5회 (1971, 1975, 1986, 1991, 1998)
- 슬로바키아 슈퍼컵: 우승 1회 (1998)

### 유럽 대회 (체코슬로바키아 시대 포함)
- 유러피언컵: 준결승 1회 (1969), 8강 2회 (1973, 1974)
- 미트로파컵: 우승 1회 (1967)

## 선수 명단

### 현역
참고: FIFA 자격 규정에 따라 소속된 국가대표팀 국기를 표시합니다. 선수는 복수의 FIFA 비회원국 국적을 가지고 있을 수 있습니다.
| 번호 | 포지션 | 국적 | 이름 |
| ---- | ------ | ---- | ---- |

| 번호 | 포지션 | 국적 | 이름            |
| ---- | ------ | ---- | --------------- |
| 93   | FW     | 토고 | 이드제시 메초코 |

## 역대 감독
| 감독            | 임기        |
| --------------- | ----------- |
| 요제프 아다메츠 | 2002 ~ 2003 |
| 라도슬라프 라탈 | 2018        |